# Hallelujah,Burning Love
「Hallelujah,Burning Love」（ハレルヤ・バーニング・ラブ）は2000年2月2日に発売された郷ひろみ78作目のシングル。

## 解説
「ラ・パルレ」CFイメージソング。
本作は1970年代のディスコ調のサウンド。間奏にラップや「裸のビーナス」メロディが挿入されており、ゴスペラーズがコーラスで参加している。
郷の提案により歌詞にミレニアムを意識した「1000年＋1000年」というフレーズが盛り込まれた。

## 収録曲
| 全作曲・編曲: 和泉一弥。 |                                                   |           |            |      |
| #                        | タイトル                                          | 作詞      | 作曲・編曲 | 時間 |
| 1.                       | 「Hallelujah,Burning Love」                       | 尾上文    | 和泉一弥   | 5:09 |
| 2.                       | 「liar」                                          | 郷ひろみ  | 和泉一弥   | 5:40 |
| 3.                       | 「Hallelujah,Burning Love」(オリジナル・カラオケ) |           | 和泉一弥   | 5:09 |
| 合計時間:                | 合計時間:                                         | 合計時間: | 15:58      |      |